# 55759 Erdmannsdorff
55759 Erdmannsdorff este un asteroid din centura principală de asteroizi.

## Descriere
55759 Erdmannsdorff este un asteroid din centura principală de asteroizi. A fost descoperit pe 10 decembrie 1991 la Tautenburg de Freimut Börngen. Asteroidul prezintă o orbită caracterizată de o semiaxă mare de 2,32 ua, o excentricitate de 0,18 și o înclinație de 4,3° în raport cu ecliptica.